# Tipula mendli
Tipula mendli är en tvåvingeart som beskrevs av Martinovsky 1976. Tipula mendli ingår i släktet Tipula och familjen storharkrankar. Inga underarter finns listade i Catalogue of Life.